# Boris Brott
Boris Brott (* 14. März 1944 in Montreal; † 5. April 2022 in Hamilton/Ontario) war ein kanadischer Dirigent.

## Leben
Brott hatte als Kind Violinunterricht bei seinem Vater Alexander Brott und trat bereits fünfjährig in einer Matinee mit dem Orchestre symphonique de Montréal auf. Er besuchte Kurse am Conservatoire de musique du Québec und am McGill Conservatory und nahm 1956 am Sommerkurs des Dirigenten Pierre Monteux teil, den er dann bei Konzerten in Europa als Assistent begleitete. Als Stipendiat der mexikanischen Regierung studierte er bei Igor Markevitch und gewann 1958 den Ersten Preis beim Panamerikanischen Dirigentenwettbewerb.
1959 gründete er das Philharmonic Youth Orchestra of Montreal. Von 1963 bis 1965 war er stellvertretender Dirigent von Walter Susskind beim Toronto Symphony Orchestra. Ab 1964 arbeitete er in Großbritannien, wo er bis 1968 die Northern Symphonia leitete und bis 1967 Chefdirigent beim Royal Ballet war. Er dirigierte die erste Aufführung des Balletts von Igor Strawinskys Histoire du soldat und tourte mit der Produktion durch Großbritannien. 1968 gewann er die Goldmedaille bei der Dimitri Mitropoulos International Music Competition und war danach ein Jahr stellvertretender Dirigent von Leonard Bernstein beim New York Philharmonic.
Ab Ende der 1960er Jahre leitete Brott viele verschiedene Orchester, darunter das Thunder Bay Symphony Orchestra (1967–72), das Regina Symphony Orchestra  (1971–73), das BBC Welsh Orchestra (1972), das CBC Winnipeg Orchestra (1975), das Symphony Nova Scotia (1982–85) und das Ontario Place Pops Orchestra (1983–85). Von 1969 bis 1990 war er künstlerischer Leiter und Dirigent des Hamilton Philharmonic Orchestra. Daneben hatte er Auftritte als Gastdirigent in England, Frankreich, Italien, den Niederlanden, in den Ländern Skandinaviens, Japan, Korea, Mittel- und Südeuropa und in den USA und arbeitete auch als Operndirigent.
Von 1987 bis 1989 war Brott Präsident der Jeunesses musicales du Canada. Mit seiner Frau Ardyth Webster Brott gründete er 1988 in Hamilton das Boris Brott Summer Music Festival, 1989 wurde er stellvertretender Direktor des McGill Chamber Orchestra und gründete das National Academy Orchestra of Canada, ein Ausbildungsorchester für junge Musiker, in dem u. a. Pinchas Zukerman, Albrecht Meyer, Lara St. John und James Ehnes spielten. Am National Arts Centre übernahm er 2002 die Leitung der Jugend- und Bildungskonzerte. Ebenfalls der Förderung junger Musiker war seine 2014 gegründete BrottOpera gewidmet. In seiner Laufbahn spielte er zahlreiche Aufnahmen auf CD, beim Hörfunk und im Fernsehen ein.
Am 5. April 2022 kam er bei einem Autounfall mit Fahrerflucht ums Leben. Der Unfallfahrer wurde später zu insgesamt zehn Jahren Haft verurteilt.

## Auszeichnungen
Für seine Verdienste wurde Brott mehrfach geehrt. Die McMaster University (1988) und die McGill University (2013) verliehen ihm Ehrendoktortitel. 1987 wurde er ´zum Officer des Order of Canada ernannt. 1996 wurde er Fellow der Royal Society of Arts, und 2006 wurde er mit dem Order of Ontario ausgezeichnet.